# Кубра (река, впадает в Саратовское водохранилище)
Ку́бра — река в России, протекает по Новоспасскому Ульяновской области и Сызранскому району Самарской области. Длина реки составляет 40 км. Площадь водосборного бассейна — 349 км².

## География и гидрология
Впадает в Саратовское водохранилище в южной части Сызрани; до его заполнения являлась притоком р. Сызранка. В жаркое время пересыхает, становясь узким ручьём. Течение медленное.

## Данные водного реестра
По данным государственного водного реестра России относится к Нижневолжскому бассейновому округу, водохозяйственный участок реки — Волга от Куйбышевского гидроузла до Саратовского гидроузла, без рек Сок, Чапаевка, Малый Иргиз, Самара и Сызранка. Речной бассейн реки — Волга от верхнего Куйбышевского водохранилища до впадения в Каспий.
Код объекта в государственном водном реестре — 11010001512112100009200.